# 伊迪·塞奇威克
伊迪絲·明特恿·“伊迪”·塞奇威克（英語：Edith Minturn "Edie" Sedgwick，1943年4月20日—1971年11月16日），是美國60年代當紅的影星，社會名媛，以及在許多安迪·沃荷短片裡的女主角。

## 個人生平

### 家庭
伊迪在加州聖巴巴拉出生，父母為Francis Minturn Sedgwick（1904–1967）及Alice Delano（1908–1988），名字則以她父親的姨母（Francis 母親的姊姊）之名來為伊迪命名，而她的父親則是一名雕刻家、慈善家與牧場經營者。
伊迪創建於麻薩諸塞州的家族相當具有歷史，家族成員曾由藝術家John Singer Sargent繪製圖像（此畫家專門繪製豪門肖像）。伊迪第七代的曾祖父Robert Sedgwick是1635年駐於Charlestown隸屬麻薩諸塞灣殖民地的第一位少將。伊迪曾祖父輩的Theodore Sedgwick在美國革命之後則與家族成員定居在Stockbridge, Massachusetts。Theodore Sedgwick在麻薩諸塞州權利法案中聲名的" 所有人都是生於自由與平等 "的主張之下，成為首位替黑人女性（Elizabeth Freeman）辯護並贏得官司之人。塞奇威克的曾祖父是美國南太平洋鐵路的董事長" Henry Wheeler de Forest "（伊迪的母親是他女兒），也是幫助建立新阿姆斯特丹的荷屬西印度公司所有人" Jesse de Forest "的直系子孫。
祖父Henry Dwight Sedgwick III是歷史學家與極受尊崇的作家。她的曾曾祖父Robert Bowne Minturn則因創立並宣傳紐約市的中央公園而聲名大噪。Robert Bowne Minturn的父親則是美國獨立宣言的簽署人之一——威廉·埃勒里（William Ellery）。
伊迪也是女演員Kyra Sedgwick的表姨。

### 模特兒事業
伊迪曾短暫的從事模特兒的事業，曾出現在1966年3月15日的「Vogue」雜誌，也曾因當時蔚為風潮的Youthquake（1960年代的青年學潮）議題而出現在1965年九月號的生活 (雜誌)。
雖然出現在雜誌報導中，但伊迪卻從未成為時尚業界所接受的一份子。根據「Vogue 雜誌」資深編輯" Gloria Schiff "的說法：「她被那些八卦版報導的吸毒事件定型，而這些報導造成一定的恐慌...人們真的相當恐懼這些事情。除非是和相當重要的藝術家或音樂人相關，我們才會竭盡所能的裝成沒事。而反對毒品對年輕、具創意與天分的青年人造成傷害，則是我們的原則。」（p. 301） 「Vogue 雜誌」主編Diana Vreeland則說伊迪是「當代青年文化」的代表性人物。（p. 301）

### 安迪·沃荷的日子
1965年1月伊迪在Lester Persky 的住所認識了前衛電影導演安迪·沃荷。她在1965年的3月開始經常和朋友Chuck Wein到安迪的工作室The Factory走動。在一次的造訪當中，安迪正在拍攝由小說A Clockwork Orange（發條橘子）所改編的電影Vinyl。雖然「Vinyl」是一部全部為男性角色的影片，安迪仍然把伊迪·放到電影當中。她也在其他一些安迪的電影中客串演出，像是Horse與 Ondine。雖然伊迪在兩部影片中露臉的時間都非常短暫，但卻讓安迪產生了打造一部由伊迪主演電影的興趣。
在安迪·沃荷所構想並稱為「The Poor Little Rich Girl Saga（可憐的小富家女Saga）」的系列影片中，第一部作品是「Poor Little Rich Girl（可憐的小富家女）」。此系列影片還包含了「Restaurant（餐廳）」、「Face（臉孔）」與「Afternoon（下午）」。影片「Poor Little Rich Girl」是在1965年的三月於伊迪的住所開拍。在開始的場景是伊迪起床後點了咖啡和柳橙汁，在只有播放Everly Brother專輯的沈默氣氛中為自己上妝。由於攝影機出了問題，在第一卷影片中的這些連續鏡頭都是失焦的。在第二卷的影片中的場景，則是伊迪抽著香菸講電話、試穿服裝與敘述自己如何在六個月內花光全部遺產的相關事項。
在1965年4月30日，安迪·沃荷帶著伊迪、Chuck Wein 和Gerard Malanga參加他在巴黎Sonnabend Gallery展覽會的開幕儀式。在回到紐約市之後，安迪要求他的編劇 "Ron Tavel"為伊迪創作一個劇本，最後的結果就是產生了Kitchen這部由伊迪、Rene Ricard、Roger Trudeau、Donald Lyons 與 Elecktrah 所演出的影片。在電影Kitchen之後，"Chuck Wein"取代了"Ron Tavel"成為了電影Beauty No. 2的編劇與助理導演，本片是由伊迪與Gino Piserchio一同演出，在同年的7月17日於「Astor Place Playhouse」的「Film-Makers' Cinematheque」首演。
雖然安迪·沃荷的電影並不常取得商業上的成功，也甚少在"The Factory"之外的地方被看見。但伊迪受主流媒體歡迎的程度仍逐漸上升。他們開始報導她在安迪的地下電影中的演出，以及她與眾不同的時尚品味─像是喜歡穿著黑色緊身褲、迷你裙和戴著超大的水晶耳環。伊迪也剪了短頭髮並將原本天生的棕髮染成金色，以創造一個和安迪曾帶過的假髮類似的模樣。安迪說她是他自己的「超級巨星」，兩人經常在許多社交場合被拍到結伴的照片。
整個1965年伊迪與安迪仍持續合作拍片。像是電影Outer and Inner Space、Prison、Lupe與Chelsea Girls。但是在1965年的年底，兩人的關係開始惡化，伊迪要求安迪不許再展出任何有關她的影片，也要求移除她在電影Chelsea Girls中的鏡頭。伊迪的鏡頭被新找來的德國模特兒Nico的彩色鏡頭所取代，背景音樂則是播放了「The Velvet Underground（地下絲絨樂團）」的歌曲。這些安迪從Chelsea Girls中重新剪輯的鏡頭最後就變成了電影「Afternoon」。
Lupe通常被認為是伊迪最後一部的安迪·沃荷電影，不過伊迪在演出「Lupe」大約一年之後，於1966年曾與Rene Ricard一同演出The Andy Warhol Story（安迪·沃荷的故事）。「The Andy Warhol Story」是一部僅在「The Factory」播放過而未曾上映的電影。片中扮演安迪·沃荷的Rene Ricard與伊迪一同演出，此舉被認為不僅是失敗的也是具有毀滅性的。

### 鮑勃·迪倫 和 Bob Neuwirth
在離開了安迪的圈子之後，伊迪開始居住在知名的切爾西旅館。這裡也是她和歌手鮑勃·迪倫關係開始變的密切的地方。據傳她是鮑勃·迪倫在六十年代中期的創作《Blonde on Blonde》專輯中的"Leopard-Skin Pill-Box Hat"和"Just Like a Woman"二首歌曲的靈感來源，同專輯中另一首"Stuck Inside of Mobile with the Memphis Blues Again"歌詞中這句"your debutante（妳的初次登台）"指的就是伊迪，還有1965年第2支單曲“像一顆滾石”據說也是她的啟發。鮑勃·迪倫最終印證了伊迪曾與迪倫的經紀人Albert Grossman簽下合約的事實，但兩人的關係在伊迪發現迪倫與Sara Lownds已經舉行過秘密婚禮後終止，此事是1966年2月她與安迪·沃荷在Gingerman Restaurant的一次爭吵中曝光的。
引述Paul Morrissey的話，伊迪曾說 " 他們（迪倫身邊的人）打算要拍部電影，而我應該要和 Bobby 一同演出的。" 突然間她不斷說到「Bobby這個、Bobby那個」的，他們才意識到伊迪已經深深迷戀上鮑勃·迪倫了。而他們也認為鮑勃·迪倫已經完全掌握了伊迪，因為當安迪·沃荷從自己的律師事務所，得知鮑勃·迪倫已經在1965年11月與 Sara Lowndes 秘密結婚的幾個月之後，他忍不住的問伊迪說：" 伊迪，你知道嗎？鮑勃·迪倫已經結婚了。" 此時她的反應是全身不停的發抖，他們才瞭解伊迪真的以為自己和鮑勃·迪倫是處於一段穩定的戀愛關係，但鮑勃·迪倫也許並不老實。（p. 284）
在頗具爭議的影片Factory Girl於2006年12月上映的幾週前，「村聲雜誌（The Village Voice）」發表了一篇名為"Edie for Dummies"的評論，評論中敘述到「Weinstein Company 」與影片製作人在訪問過伊迪的哥哥 "Jonathan"時，他宣稱 "伊迪曾經拿過一個孩子，而伊迪也推測這是鮑勃·迪倫的孩子。"" 伊迪的哥哥"Jonathan Sedgwick"是一位退休的飛機設計師，從愛德荷州飛到紐約市去會見本片中扮演他已逝妹妹的新人Sienna Miller，也同時為了交代伊迪和迪倫的關係細節錄製了長達八小時的訪問帶，而製片商隨即的也將這捲訪問帶公諸於新聞媒體。Jonathan 說到墮胎事件是在伊迪"嚴重的被摩托車撞擊並緊急送到醫院"不久之後發生的。在這件意外的後續結果中，醫生將她轉院到精神病院以治療她的毒癮問題。雖然至今仍沒有醫院或家族記錄的存在能證實這件事情，但是伊迪的哥哥仍宣稱："S雖然知道自己懷孕這個大消息，但是害怕孩子會被自己的毒癮與厭食症所影響，迫使她必須進行墮胎手術。
然而根據伊迪的個人病歷，與她死前不到一年拍攝電影「Ciao! Manhattan」時的口述生平錄音中發現，有明顯的證據證明，她一生中唯一一次的墮胎紀錄是在20歲（1963年）的時候。在整個1966年與伊迪有著私人緊密關係的是鮑勃·迪倫的友人Bob Neuwirth。在這個時期，她變的更為依賴巴必妥酸鹽（barbiturate：一種麻醉鎮靜劑）。但即使她曾使用像是鴉片劑之類的非法藥物，仍未有證據能顯示她變成海洛因成癮患者。在1967年之初，"Neuwirth" 因無法忍受伊迪濫用藥物與其他古怪的行為，最後與她分手。

### 最後的歲月
在1967年4月，伊迪開始拍攝Ciao! Manhattan這部地下電影。在紐約拍攝完前面的幾個場景之後，共同執導的"John Palmer"與"David Weisman"，繼續在後來的五年內進行本片的拍攝工作。伊迪則在回到位於加州的家之後健康情況快速惡化，並且花費許多時間往來數個不同的精神醫療機構。在1969年8月，她因為觸犯毒品法令而被當地警方逮捕，之後住進了「Cottage Hospital」這所精神醫療機構。在住院期間，伊迪與另一位病患"Michael Post"相遇，兩人在之後也結了婚。在1970年的夏天伊迪再次入院，但是在一位心理醫生、兩位護士以及製片 "John Palmer"與他的妻子 Janet的監督看護下再次離院，為的是要認真的完成電影「Ciao! Manhattan」的拍攝工作，並希望藉由此片能說出她自己的故事。伊迪錄製了一段反映她生平故事的錄音紀錄，藉此讓導演 Weisman 與 Palmer 在電影中能真實呈現她的現實人生。

### 死亡
當伊迪在1971年7月嫁給了 " Post " 之後，根據報導她停止了酗酒和用藥的行為，但是這清醒的期間只維持到同年的10月。當時她為了治療身體的不適症狀，而在醫生Dr. Wells 的戒護下進行止痛療程，醫生為她開立了「巴必妥酸鹽」的處方。但是伊迪不但要求增加更多劑量，有時也謊稱自己把藥物弄不見了藉此取得更多藥品。伊迪更經常將藥物與酒精飲料（例如伏特加-Vodka）混合使用。
在1971年11月15日的晚間，伊迪參加了一個在聖巴巴拉博物館舉行的時裝表演，電視節目An American Family也拍攝部分片段作為播出之用。在表演之後伊迪參加了一個派對，據傳在派對中她遭受一個說她是「海洛因上癮者」的酒醉客人攻擊，伊迪隨即打電話給丈夫"Post"，她丈夫在抵達派對之後看見伊迪正受到此項傳言的騷擾，因此於清晨時將她帶回他們的住所。在返家途中，伊迪對她們不穩定的婚姻關係發表了自己的看法。在她們兩人入睡之前，"Post"給了伊迪她規定要服用的藥物。根據"Post"的說法，伊迪在服用藥物之後很快就入睡了，但是她的呼吸非常的糟糕－"聽起來就像肺部有個大洞一樣"。不過他認為這是因為伊迪重度的抽煙習慣所造成，因此"Post"也就入睡去了。當"Post"在隔天清晨醒來之後，伊迪就已經死了。驗屍官開立伊迪的死亡證明是 "不明原因/意外/自殺"。死亡時間是早上的九點二十分。隨後即時發佈的確定死亡原因則為 "極高可能的巴必妥酸鹽使用過量" 加上酒精中毒。伊迪的酒測值為0.17% 而身體中巴必妥酸鹽的含量則為 0.48mg%，當時她只有28歲。
伊迪後來被葬在位於加州Ballard一處不大的橡樹丘公墓，起了一座簡單樸實的墳墓。她的墓誌銘上寫著 "伊迪·塞奇威克 - Michael Brett Post 的妻子，1943年－1971年"。她的家族也都出席了伊迪的紀念活動。

## 大眾文化
伊迪曾是許多流行歌曲創作的參考對象，除了與她同一時代的作品外仍有許多相關記錄。
- The Cult ：在專輯Sonic Temple中，寫了一首敘述她生平的歌曲叫做"Edie (Ciao Baby)" 。本專輯在1989年發行，這首歌曲曾同時發行單曲與收錄伊迪身影的音樂錄影帶，封面則是採用電影"Ciao! Manhattan" 的鏡頭。
- James Ray與the Performance在他們12吋版本的首支單曲「Mexico Sundown Blues」中，創作了一首關於她的B面歌曲就叫 "Edie Sedgwick" 。在 James Rays Gangwar 的黑膠唱片Psychodalek中也重新收錄這首歌曲，名為"Edie"。
- 來自英國科芬翠，活躍於1981年到1985年的獨立樂團Furious Apples，寫了一首關於伊迪的歌曲叫做 "Girl on Fire"，這首歌曲收錄在他們1985年的專輯 "Something Stirs" 當中，這支樂團也曾錄製以安迪·沃荷手法backdrop創作伊迪背景的歌曲，但並未發行。
- Edie Brickell & New Bohemians 創作了一首關於她的歌曲是 "Little Miss S" ，收錄在他們1988年發行的專輯Shooting Rubberbands at the Stars當中。
- The Velvet Underground（地下絲絨樂團）在專輯 The Velvet Underground and Nico當中，由Nico 所演唱的 "Femme Fatale" 是獻給伊迪的。
- 鮑勃·迪倫的歌曲"Just Like a Woman" 與"Leopard-Skin Pill-Box Hat" 據傳是描寫關於伊迪的歌曲，有些人相信歌曲"Like a Rolling Stone" 也是受到伊迪的靈感啟發而創作， 在歌曲中 "Napoleon in Rags"、"Diplomat"與 "chrome horse" 的字眼也都據傳是在暗示安迪·沃荷。真實世界的迪倫在1965年秘密的結了婚，使得伊迪十分傷心。他們倆人在這之前有著一段關係（有人推測並無性方面的牽連） ，而伊迪看來對這段關係想像的比迪倫實際上做到的還更多。這首歌創作且錄製於1965年，因此很簡單的就能推測是與伊迪和安迪·沃荷相關的作品。
- 英國獨立樂團The Long Blondes在歌曲Lust In the Movies的副歌中提到了伊迪。
- 來自費城南街（South Street）的吟唱詩人Kenn Kweder，錄製了一首推崇伊迪的作品 Edie Sedgwick，收錄在他1995年發行的同名專輯。
- 另類搖滾樂團Dramarama 在他們的專輯Cinéma Vérité的封面用了伊迪的照片。而專輯中的歌曲 "All I Want" 則是以伊迪為靈感而創作。Dramarama亦重新錄製了「地下絲絨樂團」的經典歌曲 "Femme Fatale"，收錄在他們的 "Cinema Verite" 與 EP Comedy當中。
- Justin Moyer(通常參與El Guapo或Supersystem)個人的變裝企畫取名為"伊迪·塞奇威克" 。
- 法國歌手 "Veronica Antico"在她的第一張專輯中有一首歌曲是"Edie S." 。由流行抒情搖滾創作人"Elizabeth Anais"所撰寫，內容是關於伊迪的生平。[13]
- 在多倫多College Street的街上有一間酒吧叫做 "Ciao Edie"，是為了紀念伊迪命名的。
- 芝加哥電子樂團"Microfilm"在(Am I Ever Gonna Fall Apart in) NYC?的歌詞中提到了伊迪："Edie Sedgwick/in my Warhols" 。這首歌是收錄在他們首張單曲 Young Adult Fiction的B面歌曲。[14]
- 英國歌手Will Young在重新錄製門戶樂隊（The Doors）樂團的歌曲"Light My Fire"的音樂錄影帶當中，參與演出的模特兒"Fanni Bostrom"裝扮成伊迪的模樣，這支錄影帶的製作有些許是基於伊迪的最後一部作品Ciao! Manhattan。
- 英國作家Sarra Manning的三部曲「Diary of a Crush 」(亦在J-17雜誌中連載)，當中的主人翁名為伊迪 (Edith Wheeler)，是取名自伊迪·塞奇威克。而故事中的 Dylan 則是取名自鮑勃·迪倫。
- 法國歌手兼舞者Alizèe Jacotey發行了一首名為 "Fifty-Sixty"的歌曲，內容重點是闡述伊迪和安迪·沃荷之間的關係。
- Lloyd Cole與"the Commotions"在他們1985年的專輯「Easy Pieces」中收錄了一首與伊迪有關的歌曲名為 "Grace" 。

### 電影作品
- 在1980年Warren Beatty買下了伊迪生平故事的版權，計畫拍攝一部由Molly Ringwald演出伊迪的電影。1988年「Vogue雜誌」報導了一部名為「The War at Home」的電影將根據部分伊迪在「The Factory 」的生平而拍攝，本片中由Linda Fiorentino扮演伊迪。本片是根據作家John Byrum一部講述工人階級的男子迷戀她的小說作品所改編，但本片從未被正式動工。
- Sienna Miller在電影「Factory Girl」中演出伊迪的角色，這部由小說改拍的電影是關於她的生平與年代，在2006年12月發行。Guy Pearce在本片中扮演安迪·沃荷而Hayden Christensen則飾演"Billy Quinn"，這角色的塑造雖然是集合了許多真實人物的特色，但看來與鮑勃·迪倫最為相像。迪倫則打算為此提出控告，他宣稱George Hickenlooper的影片暗指了自己是驅使伊迪最後走向死亡的原因。[15]
- 儘管篇幅不大，伊迪仍是大導演Oliver Stone在1991年的影片「The Doors」當中的參考人物之一，此片由Val Kilmer主演（飾演Jim Morrison）。當中有段場景敘述「The Doors」主唱Jim Morrison在「The Factory」的派對上遇到安迪·沃荷的過程。Jim 是在安迪的公關經紀(Paul Williams)引領下認識安迪，Jim 在此時看到一位美麗的女孩並深受她的吸引。而當女孩也看見Jim 的瞬間毫無遲疑就吻了他。安迪的公關看見此景之後說到 "喔，今晚不要吧伊迪，謝謝妳了。" (伊迪的角色由Jennifer Rubin飾演) 。當劇中的 Jim 和 安迪（由Crispin Glover飾演)聊天時，安迪給他看一個黃金製成的電話然後說："某個人給了我這個電話...我想那應該是伊迪... 嗯...就是伊迪... 而她說我可以用這個電話和上帝說話，但是嗯... 我沒啥好說的... 所以來吧...這個給你...現在你可以和上帝說話了。"

### 電視作品
- Mystery Science Theater 3000在 "Master Ninja 1（忍者大師1）" 這一集中提到了伊迪，在看見一棟燃燒的大樓之時，Joel Robinson與機器人的評論是： " 看起來像是伊迪·塞奇威克又再次睡著了。" 她也同時在本劇的 "Warrior of the Lost World（失落世界的戰士）" 這一集中被提到，當摩托車著火時Tom Servo說：" 現在Edie Sedgwick 上路了" 。在 "Touch of Satan" 這一集裡 Mike 在一個湖邊小屋被燒成灰燼之後也提到："天啊！別讓伊迪·塞奇威克借用你的湖邊小屋。" 這些引用的原因是伊迪曾在1966年10月在入睡後，因為香菸仍在燃燒而造成了她位於西六十三街的住家著火，之後她趕到Lenox Hill醫院治療手臂、腿部與背後的燒傷。

### 影片記錄
- Horse (沒有台詞的角色，1965年)
- Vinyl (沒有台詞的角色，1965年)
- Bitch (1965年)
- Screen Test No.1 (1965年)
- Screen Test No.2 (1965年)
- Poor Little Rich Girl (1965年)
- Face (1965年)
- Restaurant (1965年)
- Kitchen (1965年)
- Afternoon (1965年)
- Beauty No. 1 (1965年)
- Beauty No. 2 (1965年)
- Space (1965年)
- Factory Diaries (1965年)
- Outer and Inner Space (1965年)
- Prison aka Girls In Prison (1965年)
- Lupe (1966年)
- The Andy Warhol Story (1966年)
- aka The Four Star Movie (1966/67年)
- Diaries, Notes and Sketches (1970年)
- Ciao! Manhattan (1972年)

### 生平相關記錄
- Victor Bockris and Gerard Malanga: Uptight - The Velvet Underground Story
- Victor Bockris: Andy Warhol
- Michael Opray: Andy Warhol. Film Factory
- Jean Stein: Edie: an American Biography
- 安迪·沃荷: The Philosophy of Andy Warhol
- Melissa Painter and David Weisman: Edie: Girl on Fire Book and Film
- Steven Watson: Factory Made: Warhol And the Sixties
- Nat Finkelstein and David Dalton: Edie: Factory Girl

### 文獻
- Descendents of Benjamin Sedgwick. . New Haven Colony Historical Society. 1961.
- Stein, Jean. George Plimpton , 编. . Grove Press. 1982.

## 外部連結
- （英文） EdieNation
- Edie Sedgwick在互联网电影资料库（IMDb）上的資料（英文）
- （英文） Edie Sedgwick At Find a Grave （页面存档备份，存于）
- （英文） Edie Sedgwick At Warholstars.org （页面存档备份，存于）
- （英文） Blast Magazine Article "Girl on Fire" （页面存档备份，存于）
- （英文） Living with Legends: Hotel Chelsea blog （页面存档备份，存于）